# Sirena (sous-marin)
Pour les articles homonymes, voir Sirena.
Le Sirena (en français : Sirène) est un sous-marin, navire de tête de la classe Sirena (sous-classe de la Serie 600, en service dans la Marine royale lancé au début des années 1930 et ayant servi pendant la Seconde Guerre mondiale.

## Caractéristiques
La classe Sirena était une version améliorée et élargie des précédents sous-marins de la classe Argonauta. La marine italienne décida de commander la construction de la série Sirena alors que la série Argonauta était encore en cours de construction. Le projet initial n’a été que légèrement retouché, quelques améliorations sont apportées et la forme de la coque dans la partie avant est modifiée avec l'adoption de la proue a squalo (requin), caractéristique de tous les sous-marins du Genio Navale Bernardis.
Des études menées par le principal ingénieur de la marine, Pericle Ferretti, ont abouti à la fabrication, dans les années trente, de l'appareil « ML », précurseur du schnorchel. Ces installations, qui auraient apporté d’importantes améliorations en matière de sécurité, d’autonomie, de rapidité et de capacité d’attaque, ont été fabriquées dans le CRDA de Monfalcone en 1934-1935 et commencé à être équipés sur les type Sirena ; cependant, lorsque l'amiral Antonio Legnani devint commandant des sous-marins de la Marine royale en 1937, il fit enlever et démolir les « ML » car il les considéraient comme superflues.
Ils déplaçaient 691 tonnes en surface et 850 tonnes en immersion. Les sous-marins mesuraient 60,18 mètres de long, avaient une largeur de 4,66 mètres et un tirant d'eau de 4,66 mètres. Leur équipage comptait 36 officiers et hommes d'équipage.
Pour la navigation de surface, les sous-marins étaient propulsés par deux moteurs diesel Tosi de 675 chevaux (503 kW), chacun entraînant un arbre d'hélice. En immersion, chaque hélice était entraînée par un moteur électrique Marelli de 400 chevaux-vapeur (298 kW). Ces moteurs électriques étaient alimentés par une batterie d'accumulateurs au plomb composée de 104 éléments. Ils pouvaient atteindre 14 nœuds (26 km/h) en surface et 7,5 nœuds (13,9 km/h) sous l'eau. En surface, la classe Sirena avait une autonomie de 5 000 milles nautiques (9 300 km) à 8 nœuds (15 km/h). En immersion, elle avait une autonomie de 72 milles nautiques (133 km) à 4 nœuds (7,4 km/h).
Les sous-marins étaient armés de six tubes lance-torpilles de 53,3 centimètres (21 pouces), quatre à l'avant et deux à l'arrière, pour lesquels ils transportaient un total de 12 torpilles. Ils étaient également armés d'un seul canon de pont de 100 mm (3,9 in) (copie du Canon de 10 cm K10 Škoda) à l'avant de la tour de contrôle (kiosque) pour le combat en surface. L'armement anti-aérien consistait en deux ou quatre mitrailleuses Breda Model 1931 de 13,2 mm.

## Construction et mise en service
Le Sirena est construit par le chantier naval Cantieri Riuniti dell'Adriatico (CDRA) de Monfalcone en Italie, et mis sur cale le 1er mai 1931. Il est lancé le 26 janvier 1933 et est achevé et mis en service le 2 octobre 1933. Il est commissionné le même jour dans la Marine royale.

## Historique
Après l'achèvement, le Sirena est déployé à Brindisi, dans le cadre du Xe Escadron de sous-marins.
En 1934, il effectue un voyage de formation dans le bassin oriental de la Méditerranée. Les deux années suivantes, il est encore employé pour la formation, dans les eaux italiennes.
Il participe à la guerre civile d'Espagne avec une seule mission de 16 jours, en janvier 1937. Il ne voit pas de navires suspects.
À l'entrée de l'Italie dans la Seconde Guerre mondiale, il est basé à Tobrouk en Libye,.
Le 18 juin 1940, il quitte la base libyenne sous le commandement du lieutenant de vaisseau (tenente di vascello) Raul Galletti, à destination des eaux au large de Sollum,. Le 20, il repère un destroyer britannique et lance l'attaque, mais il est détecté par le navire avant qu'il ne puisse attaquer et est ensuite fortement bombardé avec des grenades sous-marines,. En raison de graves dégâts et d'infiltrations d'eau, il doit retourner rapidement à Tobrouk, le 22 juin,.
La base libyenne n'étant pas équipée pour réparer des dégâts importants, le 25 juin, le sous-marin, après avoir effectué les premières réparations essentielles, est parti pour Tarente, où il recevra des travaux plus approfondis,. Quatre jours plus tard, alors qu'il passe près de Cap Colonna, il est attaqué par un hydravion Short Sunderland, mais il réagit en ouvrant le feu avec des mitrailleuses anti-aériennes et en l'abattant,.
Après réparation, il est basé à Leros, d'où il opère en Méditerranée orientale. Il a également été employé dans le golfe de Tarente et le canal d'Otrante.
Dans la nuit du 4 avril 1941, alors qu'il se déplace en surface, il aperçoit un destroyer britannique de classe Tribal et l'attaque à moins de 2 000 mètres en lançant une paire de torpilles, restant en surface pour vérifier les résultats. Une violente explosion est entendue, mais il n'y a aucun rapport de dommages causés aux unités ennemies dans cette zone et à cette époque,.
Le 10 avril 1943, le Sirena se trouve à La Maddalena lorsqu'un violent bombardement aérien américain frappe la base (coulant le croiseur Trieste et endommageant gravement le Gorizia). Le Sirena n'est pas touché mais a, parmi l'équipage qui a débarqué, 3 morts et 10 blessés graves, au point d'être pratiquement immobilisé par manque de personnel, même s'il est sorti indemne de l'attaque. L'équipage est rapidement reconstitué et le sous-marin est transféré à Leros où il reste jusqu'en août 1943, effectuant des missions d'embuscade dans le Dodécanèse et devant Haïfa. Avec d'autres sous-marins, il est rappelé par Supermarina à la mi-août 1943 en prévision de l'armistice imminent. Après avoir subi des dommages dus aux chasseurs ennemis et avoir traversé des champs de mines italiens, la radio a cessé de fonctionner et le sous-marin fait surface à quelques centaines de mètres de Punta Carena (Capri), se faisant connaître de la batterie locale par des moyens optiques.
Réparé à Naples, il reprend son voyage vers La Spezia où il accoste le 7 septembre 1943. A la proclamation de l'armistice du 8 septembre 1943 (Armistice de Cassibile, incapable de reprendre la mer, il fait naufrage et se saborde dans le port de La Spezia,. Le dernier commandant est le lieutenant de vaisseau Vittorio Savarese.
Au total, le Sirena avait effectué 19 missions offensives-exploratoires et 14 missions de transfert, pour un total de 19 659 milles nautiques (36 408 km) de navigation en surface et 3 052 milles nautiques (5 652 km) en immersion.
L'épave, récupérée en 1946, est envoyée à la casse.